# Revolta dos Malês
A revolta dos Malês foi uma rebelião de escravizados africanos que ocorreu no Brasil, durante o Primeiro Reinado, em Salvador, capital da Bahia, em 24 de janeiro de 1835. É considerada como o maior levante de escravizados da história do Brasil.
A palavra "malê" deriva do  iorubá ìmàle, que significa 'muçulmano'. Era, portanto, a autodesignação dos africanos muçulmanos, falantes de iorubá e procedentes da antiga Costa dos Escravos (litoral dos atuais Benim, Togo e Nigéria) entre os séculos XV e XIX. Entretanto, na Bahia, os malês eram mais conhecidos como nagôs (do jeje anago, nagôr), denominação dada pelos falantes da língua jeje aos que falavam iorubá, e que acabou por se generalizar, Brasil.
Na época, a maioria dos muçulmanos que viviam na Bahia era nagô e, embora outros grupos, como os hauçás, fossem mais islamizados do que os nagôs, estes não só constituíam a maior parte dos insurgentes, como também a maioria dos líderes da revolta. Já os negros nascidos no Brasil (chamados crioulos) não participaram do movimento.
Embora a maioria dos nagôs fosse animista, muitos deles eram islamizados e tinham o costume de registrar os acontecimentos, em árabe, a língua sagrada do Islã. Essas anotações foram a base para a compreensão dos motivos e antecedentes do levante.

## Contexto
A época em que o levante acontece é conturbada no país em geral. Após a independência em 1822, muitos conflitos e divergências surgem. Nas primeiras décadas do século XIX, a região da Bahia estava em destaque no plano nacional. A economia açucareira escravocrata do Recôncavo, região que circunda a Baía de Todos os Santos, era um dos motores do Brasil e concentrava muitos engenhos. Em decorrência, Salvador tinha muitos negros africanos traficados, que chegavam ao Brasil para trabalhar nos engenhos de açúcar e produção de tabaco para exportação para a Europa. No dia 7 de abril de 1831, D. Pedro I abdicou da coroa imperial em favor de seu filho, D. Pedro II, que tinha na época apenas 5 anos de idade, deixando o país nas mãos de regentes. Esse período foi nomeado por senadores como Regência Provisória. Assim, até 1840, o jovem imperador não podia assumir o trono por ser menor de idade. Por isso o governo estava sob a regência de outros, o que ocasionou muitos ataques anárquicos cujo objetivo principal era por um fim na monarquia e no trono imperial brasileiro.
A Revolta dos Malês não foi o único levante na Bahia. Desde que a escravidão começou no Brasil, muitos movimentos aconteceram, tendo em comum justamente o descontentamento de escravos com a situação que viviam. No entanto, quando se trata do estado em específico, há um momento chave que determina uma mudança no comportamento dos cativosː a mudança de século do XVIII para XIX. O sentimento de revolta entre a sociedade se intensifica nesse período. Em consequência, vários movimentos armados aconteceram, por diversos motivos.
A identidade étnica e religiosa desempenhou um papel importante na criação do movimento. A revolta foi marcada para o ramadã, mês consagrado ao jejum, segundo o calendário muçulmano. E o dia da revolta foi o domingo de 25 de janeiro, que era para os cristãos baianos o dia de Nossa Senhora da Guia. Em relação à Bahia, especificamente, a Revolta dos Malês, tida como a de maior importância, no entanto, não tinha apenas caráter político e social ou de conquista da liberdade, trazia também um caráter religioso muito forte em relação a todas as outras revoltas. Além da liberdade de ir e vir, a revolta tinha como pano de fundo os conflitos político-religiosos enfrentados na África. Entre os nagôs havia aqueles que eram devotos dos orixás, do Candomblé, embora tivessem proximidade com o Islã e em sua maioria fossem muçulmanos. Ou seja, era uma mescla de crençasː os rebeldes, mesmo os que seguiam as diretrizes do candomblé, andavam com amuletos malês (muçulmanos) que eram uma espécie de proteção divina, por exemplo. Nesse encontro das duas religiões (do Candomblé e do Islã), os nagôs (malês e filhos de orixá) formavam um ponto de convergência que foi útil para a unidade da revolta, mesmo sem ter tido sucesso. Malês e adeptos do Candomblé se misturavam como pessoas que tinham em comum o mesmo idioma, algumas histórias de vida e até divindades africanas.
Os nagôs que viviam em Salvador e participaram da revolta eram em sua maioria da região sudoeste da Nigéria e da parte leste de Benim. Eles viviam em diversos reinos como Oió, Queto, Ebá, Iabá, entre outros, dentro desse território que considerava os dois países. Durante anos, Oió dominava os outros reinos. No entanto, na década de 1830 uma série de guerras começou instituindo uma desintegração dessa federação que incluía várias dessas monarquias. Essas lutas e desentendimentos entre os impérios e suas lideranças transformaram milhares de pessoas que viviam nas regiões em prisioneiros, que eram vendidos como escravos aos traficantes do litoral, e a maioria deles eram exportados para a Bahia, chegando a Salvador. Esse conjunto de fatores desencadeiam em um clímax em 1835, justamente na Revolta dos Malês.

### Circunstâncias sociais
O levante teve grande ressonância, na década de 1830, quando Salvador contava com cerca de 65 500 habitantes, dos quais 40% eram escravos. Na época, negros, mestiços e afro-descendentes representavam 78% da população, enquanto os brancos não passavam de 22%. Entre a população escrava, 63% era nascida na África.
Além disso, os escravos desempenhavam uma variedade de atividades, muitos eram lavradores, pedreiros, sapateiros, alfaiates, barbeiros, entre outros ofícios. Nos centros urbanos os escravos tinham mais liberdade de movimento enquanto cumpriam tarefas para seus senhores, o que ajudou a organizar a revolta, pois com acesso a vários locais podiam comunicar uns com os outros.
Além disso, parte dos escravos e dos libertos de Salvador trabalhavam e viviam juntos no dia a dia, nos chamados cantos de trabalho, associações nas quais se reuniam eventualmente. Em meio a essa convivência, os laços se estreitavam, o que facilitava as conversas sobre os desdobramentos políticos da época e proporcionava uma oportunidade de aperfeiçoar as ideias do levante.

## O levante

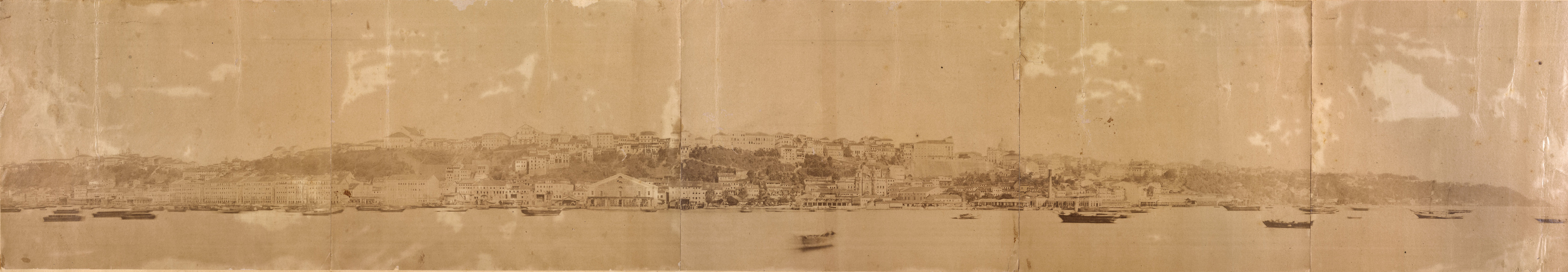
Vista panorâmica de Salvador a partir do Forte de São Marcelo, entre 1859 e 1861. Benjamin Robert Mulock.

Os rebeldes foram para as batalhas vestindo um abadá branco, tipicamente muçulmano, além dos amuletos malês no pescoço e nos bolsos. Alguns deles tinham rezas e passagens do Alcorão. Os amuletos eram feitos por artesãos muçulmanos, em sua maioria líderes do levante, era uma forma de abençoar aqueles que iam à luta em busca da vitória. Além disso, eles usavam colares de búzios, corais, miçangas e os anéis brancos.
A revolta estava planejada para acontecer durante o ramadã. Foi marcada para o dia 25, um domingo, logo pela manhã, quando a maioria da população ia à Igreja do Nosso Senhor do Bonfim, deixando o centro da cidade vazio. A ideia era começar quando os escravos saíssem para buscar água das fontes públicas, ficando mais fácil reunir parte dos envolvidos. Após o início da revolta, surgiriam incêndios em diversos pontos da cidade para distrair a atenção da polícia. O plano era partir do Centro da Cidade de Salvador, seguir para Vitória, depois Conceição da Praia, Taboão e Pilar e terminar em Bonfim. Em cada local havia grupos de rebeldes prontos para se unir com o grupo que vinha do centro.
No entanto, a revolta não correu como planejado. Na tarde do dia anterior ao da batalha, surgem rumores de que escravos iriam realizar uma revolta. Um pouco mais tarde, ainda no dia 24, às dez horas da noite, o prefeito de Salvador, Francisco de Souza Martins, recebeu uma denúncia anônima sobre a revolta e enviou um aviso ao então chefe da polícia, Francisco Gonçalves, dizendo para fazer a ronda em todos os distritos da cidade com patrulhas dobradas. A ordem era deter qualquer habitante suspeito ou em posse de armas. Às onze horas e alguns minutos, Martins enviou outro aviso, mas agora direcionado aos juízes de paz da cidade.
O episódio principal da revolta aconteceu quando oficiais chegaram na região da Ladeira da Praça, onde um dos grupos dos rebeldes estava reunido. Cerca de 60 homens improvisaram um ataque e após o desenrolar da batalha os rebeldes seguiram para a Câmara Municipal, onde queriam libertar um dos líderes dos malês, Pacífico Licutan, que se encontrava preso no subsolo do edifício (Licutan seria leiloado para saldar uma dívida do seu senhor). Porém, o ataque para resgatá-lo não deu certo e o grupo rebelde foi surpreendido pelos oficiais do governo. Outro fator que deve ser levado em consideração é que o levante era parte de uma tentativa política de tomar o governo. Os malês queriam derrubar a estrutura já estabelecida para ocupar o lugar que acreditavam merecer e melhorar as condições de vida que tinham.
A cidade virou um caos, com várias batalhas em diferentes pontos, mas a última delas acontece quando os rebeldes se depararam com o quartel da cavalaria na região de Água de Meninos. É esse momento o momento final da revolta, quando os malês são derrotados. Os rebeldes foram vencidos e levados a julgamento.
A revolta acabou em menos de vinte e quatro horas devido à ação das forças policiais. A repressão foi brutal. No total 73 rebelados foram mortos. Os rebeldes que sobreviveram sofreram diversos tipos de penas, como chicotamento, venda para outras províncias (no caso dos escravizados) e degredo (deportação) forçada para África (no caso dos livres).
Dezesseis foram condenados à morte, embora apenas quatro tenham sido de fato executadas pelo pelotão de fuzilamento no Campo da Pólvora, no dia 14 de maio de 1835.
Além disso, alguns rebeldes foram condenados à pena de açoites, que poderia ser de 300 até 1 200 chicotadas, e que não eram dadas de uma vez só para que os condenados não morressem rapidamente. O líder malê Pacífico Licutan foi condenado a 1 200 chibatadas. Quando o levante chegou ao fim, de sete líderes identificados, pelo menos cinco eram nagôsː os escravos Ahuna, Pacífico Licutan, Sule ou Nicobé, Dassalu ou Damalu e Gustard. Também nagô era o liberto Manoel Calafate. E outros dois eram o escravo tapa Luís Sanim e o liberto hauçá Elesbão do Carmo ou Dandará.

### Objetivos
Há muitas dúvidas sobre quais eram os reais objetivos da Revolta dos Malês, mas pode-se dizer que se pretendia criar uma rebelião escrava generalizada e provavelmente instituir em Salvador um governo malê, liderado por muçulmanos.
O levante era entendido por seus participantes como uma luta da "terra de negro" contra a "terra de branco", de acordo com seus próprios dizeres. Isso significava que a revolta era percebida como uma luta dos africanos (escravos ou não) contra os “brasileiros" (até mesmo escravos). Para os revoltosos, os mulatos e crioulos, livres ou escravos, seriam pertencentes à "terra de branco", e, portanto, seus inimigos em potencial.
Os revoltosos planejavam matar todos os brancos, pardos ou mulatos livres, bem como os escravos negros que se recusaram a participar da revolta. No processo de julgamento, diversos réus afirmaram que foram obrigados pelos revoltosos a participarem da revolta, como por exemplo um hauçá que afirmou ter sido obrigado a participar do levante "a pancadas".
Todavia, o projeto definitivo dos rebeldes continua sem resposta, pois não se sabe qual regime político seria instaurado ou que tipo de sociedade brotaria caso essa revolta tivesse logrado êxito. João José Reis indaga se os revoltosos iriam copiar o modelo de sociedade recentemente instituída no país hauçá africano, que era um Estado islâmico escravista, ou se o modelo seria o pré-jihad, onde outras formas de fé chegaram a ser toleradas, ou mesmo se os revoltosos adotariam um outro modelo de sociedade desconhecido.

## Consequências
A revolta acabou, mas a insegurança e o medo tomaram conta durante algum tempo de Salvador e da Bahia, e foram se espalhando pelos demais municípios do país.
Essa revolta funcionou como um espelho para o restante de escravos no Brasil, desencadeando outros conflitos. Mesmo sem ganhar e sem alcançar seus objetivos, os malês ameaçaram a estrutura social da época.
Em decorrência disso, após 1835, e a Revolta dos Malês no início do ano, as condições de vida para negros africanos pioraram. Eles foram responsabilizados pelo levante e se tornaram uma espécie de inimigos da população e do seu bem-estar. Esse sentimento em consenso gerou um ambiente "antiafricano" que desencadeou leis que tinham como objetivo controlar e punir os africanos.
De acordo com João José Reis, "Os laços de cultura e nacionalidade uniram contra os africanos os mais poderosos e os mais miseráveis dos brasileiros, mesmo os que não possuíam escravo algum, ou que eram eles próprios escravos".
No entanto, a sociedade começa a viver um paradoxo. Considerando que os negros africanos passam a ser vistos como uma ameaça após a revolta, mas ainda assim tinham certa importância econômica, devido a força de trabalho e ao comércio de setores diversos administrados pelos escravos libertos.
Outro desdobramento foi religioso. Muitos negros africanos se sentiram obrigados a aderirem o catolicismo para não serem julgados ou sofrerem algum tipo de pena das autoridades por serem muçulmanos. Para seguir em frente com a vida cotidiana era necessário deixar para trás suas ligações com a África e as religiões que tinham lá. As elites da época na Bahia acreditavam que medidas mais drásticas em relação aos negros africanos eram cruciais para evitar revoltas futuras. Os africanos não tinham escolha, quem se opusesse às regras religiosas seria punido pelas autoridades e julgado pela população, como se ainda fizesse parte dos rebeldes do levante.
Graças ao hábitos de escrita dos malês, o episódio histórico tem documentos que registraram ideais, planos e sentimentos dos rebeldes, sua maioria em árabe.
Essa revolta em específico ganhou grande importância histórica, principalmente por ter se desdobrado no centro de uma grande cidade, que estava no cenário nacional, e por ser considerada mais segura para os brancos, do que em outras regiões da Bahia. Além disso, o planejamento, o ataque, a repercussão, e a questão religiosa deram ainda mais destaque para o levante.
Outro fato é que, embora a revolta tenha sido feita por africanos muçulmanos, nem todos os negros africanos que eram adeptos ao Islã participaram dela. Por isso, muitos inocentes foram presos, devido apenas a critérios religiosos e aos documentos escritos pelos malês.
O levante não foi bem-sucedido, mas foi importante, e, a longo prazo, ajudou a enfraquecer o sistema escravocrata presente no país e a fortalecer a visão de que os negros africanos estavam insatisfeitos com as condições de vida que tinham. De um jeito ou de outro, a resistência era parte do dia a dia na luta para conquistar a liberdade. A repressão para com o levante dos muçulmanos consolida um Estado monárquico, escravocrata e autoritário.